# Balázs Magyar (Feldherr)
Balázs Magyar († 1490) war ein ungarischer Feldherr.

## Leben
Seine militärische Laufbahn unter Johann Hunyadi beginnend, nahm er unter Matthias Corvinus an den Feldzügen gegen die Hussiten und Tschechen teil. 1462 war er Kapitän von „Felvidék“. Ab 1470 war er zuständig für den Schutz der südlichen Staatsgrenzen. 1470 bis 1474 wurde er slowenisch-kroatischer Ban (ungar. Bez. Reichsverwalter) und 1473 bis 1475 „Vajda“ (etwa Gebietsleiter) Siebenbürgens. Von hier aus unterstützte er die „Moldva“gebiete (heute Moldawien) gegen die Türken.
1479 nahm er an der Eroberung der Insel Veglia teil, diese war jedoch gegen die venezianische Flotten unhaltbar.
1480 sandte ihn König Matthias mit einer kleineren Truppe aus um Otranto (Italien) von den Türken zurückzugewinnen. Er löste die Aufgabe erfolgreich. 1480 bis 1483 war er kroatischer Reichsverwalter. Bis zu seinem Lebensende lebte er zurückgezogen und bekam wegen seiner außerordentlichen Dienste vom König Matthias große, prachtvolle Ländereien, hauptsächlich im westlichen Ungarn und in Trencsén.
Sein Hab und Gut vererbte er seiner Tochter Benigna und deren Ehemann Pál Kinizsi, den er auch als Sohn anerkannte.